# Armas químicas en la Guerra del Rif

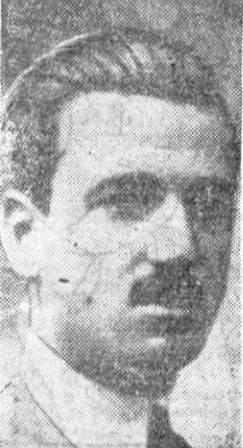
Ignacio Hidalgo de Cisneros, comandante comunista de la Fuerza Aérea Republicana durante la Guerra Civil Española.

Durante la guerra del Rif, que tuvo lugar en el protectorado español de Marruecos entre 1921 y 1927, el Ejército Español de África hizo uso de agentes químicos en un intento de sofocar la rebelión bereber en el Rif, dirigida por el jefe guerrillero Abd el-Krim.
En los ataques de 1924, el gas mostaza fue esparcido por vez primera desde aviones, un año exacto antes de que se firmase «la prohibición del uso en la guerra de gases asfixiantes, tóxicos o similares y de medios bacteriológicos» en el Protocolo de Ginebra. El gas utilizado en dichos ataques había sido producido por la «Fábrica Nacional de Productos Químicos», en La Marañosa, cerca de Madrid; esta planta se construyó con una asistencia significativa de Alemania y, sobre todo, de Hugo Stoltzenberg, un químico asociado con el gobierno alemán en actividades clandestinas de armas químicas a principios de la década de 1920, al que más tarde se otorgaría la nacionalidad española.

## Investigaciones y revelaciones
Los bombardeos españoles fueron silenciados, pero algunos observadores de la aviación militar, como Pedro Tonda Bueno en su autobiografía La vida y yo, publicada en 1974, refieren el lanzamiento de gases tóxicos desde aviones y el consecuente envenenamiento de los manantiales rifeños. Por su parte, Ignacio Hidalgo de Cisneros, en su obra también autobiográfica Cambio de rumbo, revela cómo fue protagonista de varios bombardeos con gases tóxicos. Años después, en 1990, dos periodistas e investigadores extranjeros, los alemanes Rudibert Kunz y Rolf-Dieter Müller, en su obra Giftgas gegen Abd El Krim: Deutschland, Spanien und der Gaskrieg in Spanisch-Marokko, 1922-1927 –Gas venenoso contra Abd el-Krim: Alemania, España y la guerra del gas en el Marruecos español, 1922-1927–, aportaron indicios de lo que había ocurrido en la región rebelde. El historiador británico Sebastian Balfour, de la London School of Economics, en su libro Deadly Embrace –Abrazo mortal–, confirma el empleo masivo de armas químicas en tierras rifeñas. Balfour, que ha estudiado numerosos archivos españoles, franceses y británicos, sostiene que la estrategia de los militares españoles se basaba en escoger zonas muy pobladas del Rif para lanzar las bombas tóxicas. Así lo confirma, por ejemplo, un oficial británico, H. Pughe Lloyd, en un telegrama enviado al ministro de la Guerra de su país en 1926.

## Historia

### Contexto
Según Sebastian Balfour, la motivación de los ataques químicos se basaba principalmente en la venganza por la derrota del Ejército de África y sus reclutas marroquíes, los Regulares, en la batalla de Annual el 22 de julio de 1921.
La derrota española, el «Desastre de Annual», que costó las vidas de más de  7 000 soldados coloniales según el recuento oficial, muchos de ellos asesinados por las fuerzas del Rif después de haberse rendido, llevó a una grave crisis política y a una redefinición de la política colonial española hacia la región del Rif. La crisis política llevó a decir a Indalecio Prieto en el Congreso de los Diputados: «Estamos en el periodo más agudo de la decadencia española. La campaña de África es el fracaso total, absoluto, sin atenuantes, del ejército español».
El ministro de la Guerra Luis de Marichalar y Monreal ordenó la creación de una comisión de investigación, dirigida por el general Juan Picasso, que tiempo después desarrollaría en un informe el llamado «Expediente Picasso». A pesar de que enunciaba numerosos errores militares, no se pudo establecer responsabilidad política de la derrota debido a los obstáculos planteados por varios ministros y jueces. La opinión popular culpó ampliamente al rey Alfonso XIII, que, según varias fuentes, había alentado al general Manuel Fernández Silvestre a penetrar irresponsablemente en posiciones lejanas a Melilla, sin poseer defensas suficientes en retaguardia.
Incluso antes de la utilización de armas químicas, el ejército español recurría comúnmente a métodos de represión expeditivos, que en algunos casos incluían la decapitación, después de su primera derrota en la guerra de Melilla de 1909. De hecho, hasta los sucesos de Monte Arruit no se conoció la guerra «sin cuartel» que se había empleado desde 1921 contra los guerrilleros cabileños, perpetrada principalmente por los regulares y legionarios como fuerzas de choque. Hasta entonces incluso se rendían honores militares, como sucedió a la muerte del jefe rifeño El Mizzian.

### Uso de agentes químicos
España fue una de las primeras potencias en utilizar armas químicas contra la población civil, en el marco de la rebelión del Rif. Entre 1921 y 1927, el ejército español utilizó fosgeno, difosgeno, cloropicrina y gas mostaza –conocido también como iperita– de forma indiscriminada. Los objetivos más comunes eran la población civil, los zocos y los ríos. En un telegrama enviado por el entonces alto comisario de España en Marruecos, Dámaso Berenguer, el 12 de agosto de 1921 al entonces ministro de la Guerra Luis de Marichalar, Berenguer declaraba:

Siempre fui refractario al empleo de gases asfixiantes contra estos indígenas, pero después de lo que han hecho, y de su traidora y falaz conducta, he de emplearlos con verdadera fruición.

El 20 de agosto de 1921, España solicitó a Alemania suministros del gas mostaza por mediación de Hugo Stoltzenberg, aunque en el país germano estaba prohibida la fabricación de dichas armas por el Tratado de Versalles de 1919. La primera entrega se produjo en 1923. El uso de armas químicas en el Rif fue descrita por primera vez en un artículo de un diario –extinto desde 1961– de habla francesa publicado en Tánger, de nombre La Dépêche marocaine, y de fecha el 27 de noviembre de aquel mismo año. Juan Pando ha sido el único historiador español que ha reconocido el uso de gas mostaza a partir de 1923. Un periódico español, La Correspondencia de España, publicó un artículo titulado Cartas de un soldado el 16 de agosto de 1923 respaldando el uso de agentes químicos.
Según el general de aviación Hidalgo de Cisneros en su libro autobiográfico Cambio de rumbo, él fue el primer piloto que arrojó 100 kilogramos de bombas de gas mostaza desde su avión Farman F.60 Goliath, en el verano de 1924. Cerca de 127 bombarderos se utilizaron en la campaña, lanzando alrededor de 1680 bombas al día. De aquellos aviones, trece fueron estacionados en la base aérea de Tablada, en Sevilla. Antes de ser transportadas por los Farman F.60 Goliath, las bombas de gas mostaza habían sido traídas de los arsenales alemanes y entregados en Melilla.

## Legado

### Presuntos efectos tóxicos
La Asociación para la Defensa de las Víctimas de la guerra del Rif considera que los efectos tóxicos de aquellos bombardeos se siguen sintiendo en la región del Rif. Sin embargo, ningún estudio científico ha sido realizado hasta la fecha sobre la relación entre el uso de armas químicas y la alta incidencia de cáncer en la zona.

### Proyecto de reconocimiento
En 7 de septiembre de 2005, el partido Esquerra Republicana de Catalunya expuso una proposición no de ley al Congreso de los Diputados de España, en la que solicitaba que España reconociese el uso «sistemático» de armas químicas contra la población de las montañas del Rif. Dicho proyecto fue rechazado en la comisión constitucional del congreso, el 14 de febrero de 2007, por 33 votos en contra frente 3 a favor. Tanto el Partido Socialista en el gobierno como el Partido Popular en la oposición, las dos formaciones políticas mayoritarias en las Cortes Generales, rechazaron con sus votos la iniciativa.